# الفرائطه
الفرائطه (به فرانسوی: Fraïta) یک منطقهٔ مسکونی در مراکش است که در قلعه السراغنه واقع شده‌است. الفرائطه ۱۱٬۲۹۸ نفر جمعیت دارد.